# Julie White
Julie Karen White (San Diego, 4 de julho de 1961) é uma atriz americana.  Ela é mais conhecida por interpretar Nadine Swoboda em Grace Under Fire, Anne em Go On e Maddie Biggs em Alpha House.

## Biografia

### Vida Pessoal
Julie nasceu no Hospital Balboa Naval em San Diego, Califórnia, filha de Sue Jane, uma terapeuta, e Edwin White, um dentista . Ela e sua família se mudaram para Austin, Texas, para morar em um rancho quando tinha três anos. Começou atuando em peças locais e tornou-se uma semi-profissional aos 16. No momento em que interpretou o papel principal em um musical, The Bakery’s Wife, o autor do show incentivou White a levar seu talento para Nova Iorque. Depois da graduação na escola secundária, seguiu seus próprios conselhos e deixou uma importante história na Universidade Fordham.
É separada e tem uma filha, Alexandra.

### Carreira
White teve uma fase prolífica de atriz, atuando no início em teatros regionais. Seus créditos incluem Absurd Person Singular, Money and Friends, Marvin’s Room, Largo Desolato e On the Verge. Estreou no Teatro Broadway com os espetáculos Lucky Stiff, The Stick Wife, Early One Evening, Just Say No, Over Texas e Spike Heels, que interpretou junto com Kevin Bacon e Tony Goldwyn. Apareceu em um show feminino, Theresa Rebeck’s Bad Dates, escrito especialmente para ela.
No Broadway, apareceu na produção de uma ganhadora do Prêmio Pulitzer, Wendy Wasserstein, The Heidi Chronicles. Em 2006, recebeu elogios pelo The Little Dog Laughed, de Douglas Carter Beane. Interpretou o papel de Diane, uma agente, que, como um crítico disse, é “uma Mephistopheles em Manolos” . O show, que originalmente não era Broadway, o tornou por causa do elenco, que incluía o ator Tom Everett Scott, membro do elenco de Grace Under Fire. Julie ganhou o Tony Award de Melhor Performance Principal de Atriz em um teatro em 2007; foram nomeadas também Angela Lansbury, Vanessa Redgrave, Swoosie Kurtz e Eve Best (mencionada por muitos críticos como a favorita).
White teve o perfil mais elevado na televisão quando interpretou Nadine, a extravagante vizinha de Grace Under Fire. Apareceu nas três primeiras temporadas, mas deixou o show na última temporada, devido a conflitos com Brett Butler, a estrela do show.
Posteriormente, fez várias aparições no seriado da HBO Six Feet Under como Mitzi Dalton-Huntley e no seriado da NBC Law & Order: Special Victims Unit como Dra. Anne Morella. Também apareceu em Desesperate Housewives como “Amanda” nas duas últimas temporadas, mas optou por ser um papel recorrente, por ser convidada a interpretar o papel de Diane. De acordo com White, o personagem pode em algum momento ser trazido de volta para o show. Ela desempenha Judy Witwicky, mãe de Sam Witwicky, no filme Transformers (2007).
Apareceu no seriado da ABC Cavemen no Outono de 2007.
Em 2008, recebeu o Drama Desk Award pelo papel em From Up Here.

## Filmografia

### Cinema
| Ano  | Título                              | Papel               |
| ---- | ----------------------------------- | ------------------- |
| 1999 | Flypaper                            | Cindy               |
| 2001 | Say It Isn't So                     | Ruthie Falwell      |
| 2002 | Slap Her... She's French            | Bootsie Grady       |
| 2005 | War of the Worlds                   | Mulher              |
| 2006 | The Astronaut Farmer                | Beth Goode          |
| 2007 | Transformers                        | Judy Witwicky       |
| 2007 | The Nanny Diaries                   | Jane Gould          |
| 2007 | Michael Clayton                     | Sra. Greer          |
| 2009 | Monsters vs. Aliens                 | Wendy Murphy        |
| 2009 | Breaking Upwards                    | Joanie              |
| 2009 | Transformers: Revenge of the Fallen | Judy Witwicky       |
| 2010 | Morning                             | Mary                |
| 2011 | Our Idiot Brother                   | Lorraine            |
| 2011 | Transformers: Dark of the Moon      | Judy Witwicky       |
| 2011 | Inside Out                          | Martha              |
| 2011 | Night of the Living Carrots         | Wendy Murphy        |
| 2011 | Language of a Broken Heart          | Mimi                |
| 2012 | Hello I Must Be Going               | Gwen                |
| 2012 | Lincoln                             | Elizabeth Blair Lee |
| 2014 | Life Partners                       | Deborah             |
| 2014 | Adult Beginners                     | Shirley             |
| 2019 | Sister Aimee                        | Minnie Kennedy      |

### Televisão
| Ano       | Título                                                | Papel                    | Notas                                          |
| --------- | ----------------------------------------------------- | ------------------------ | ---------------------------------------------- |
| 1991-1992 | Law & Order                                           | Garçonete / Sandy        | 2 episódios                                    |
| 1993–1997 | Grace Under Fire                                      | Nadine Swoboda           | 97 episódios                                   |
| 1995      | The Heidi Chronicles                                  | Fran                     | Filme de TV                                    |
| 1999      | Touched by an Angel                                   | Molly Avery              | Episódio: "Til Death Do Us Part"               |
| 2000      | JAG                                                   | Det. Wanda Schilling     | Episódio: "People v. Gunny"                    |
| 2000      | Strong Medicine                                       | Caitlin Crawford         | Episódio: "Misconceptions"                     |
| 2001      | Ally McBeal                                           | Marian                   | Episódio: "In Search of Barry White"           |
| 2001–2002 | Six Feet Under                                        | Mitzi Dalton Huntley     | 4 episódios                                    |
| 2002      | Thieves                                               | Barb Lieser              | Episódio: "Home Is Where the Heist Is"         |
| 2003      | Whoopi                                                | Assessora de Imprensa    | Episódio: "The Vast Ring Wing Conspiracy"      |
| 2003–2007 | Law & Order: Special Victims Unit                     | Dra. Anne Morella        | 5 episódios                                    |
| 2004      | Rescue Me                                             | Dra. Goldberg            | Episódio: "Guts"                               |
| 2006      | Desperate Housewives                                  | Amanda                   | 2 episódios                                    |
| 2007–2008 | Cavemen                                               | Leslie McKinney          | 13 episódios                                   |
| 2009      | Taking Chance                                         | Coronel Karen Bell       | Filme de TV                                    |
| 2009      | Monsters vs. Aliens: Mutant Pumpkins from Outer Space | Wendy Murphy             | Filme de TV                                    |
| 2011      | Law & Order: Criminal Intent                          | Stephanie Miller         | Episódio: "The Last Street in Manhattan"       |
| 2011      | Damages                                               | Congressista Donna Chase | Episódio: "There's Only One Way to Try a Case" |
| 2012      | The Penguins of Madagascar                            | Ma                       | Episódio: "Smotherly Love/Littlefoot"          |
| 2012–2013 | Go On                                                 | Anne                     | 22 episódios                                   |
| 2013–2014 | Alpha House                                           | Maddie Biggs             | 20 episódios                                   |
| 2014      | Nurse Jackie                                          | Antoinette Mills         | 10 episódios                                   |
| 2015      | The Good Wife                                         | Selma Krause             | Episódio: "Dark Money"                         |
| 2016      | You're the Worst                                      | Dra. Tabitha Higgins     | Episódio: "Twenty-Two"                         |
| 2017      | Man Seeking Woman                                     | Mãe da Lucy              | 4 episódios                                    |
| 2018      | Chicago Med                                           | Tessa                    | Episódio: "Best Laid Plans"                    |
| 2018      | Speechless                                            | Helen                    | Episódio: "I-N-- INTO THE W-O-- WOODS"         |
| 2019      | Designated Survivor                                   | Lorraine Zimmer          | 10 episódios                                   |
| 2019-2023 | Big Mouth                                             | Kimberly MacDell         | 9 episódios                                    |
| 2020      | Mrs. America                                          | Mulher de Bar            | Episódio: "Houston"                            |
| 2021-2024 | NCIS: Hawaiʻi                                         | Maggie Shaw              | 7 episódios                                    |
| 2022      | WeCrashed                                             | Monica                   | Episódio: "Masha Masha Masha"                  |
| 2022      | How We Roll                                           | Helen Smallwood          | 11 episódios                                   |
| 2022      | Roar                                                  | Barbara                  | Episódio: "The Woman Who Returned Her Husband" |
| 2023      | And Just Like That...                                 | Maddie Thomas            | Episódio: "Bomb Cyclone"                       |
| 2023-2024 | American Horror Story: Delicate                       | Mavis Preecher           | 9 episódios                                    |